# Angecourt
Angecourt település Franciaországban, Ardennes megyében. Lakosainak száma 386 fő (2022. január 1.). Angecourt Haraucourt, Remilly-Aillicourt és Thelonne községekkel határos.

## Népesség
A település népességének változása:
| Lakosok száma | 416  | 407  | 359  | 334  | 406  | 393  | 392  | 390  | 388  | 386  |
|               | 1968 | 1982 | 1990 | 2006 | 2013 | 2015 | 2017 | 2019 | 2020 | 2022 |